# 연충수 묘소 및 기적비
연충수 묘소 및 기적비(延忠秀 墓所 및 記蹟碑)는 대한민국 충청북도 증평군 도안면 송정리에 있는, 임란공신 연충수 묘역이다. 2009년 10월 21일 증평군의 향토유적 제15호로 지정되었다.

## 개요
연충수(1557~1621)는 1592년(선조25년) 4월 13일 임진왜란이 발발하자 충익공 신경행과 함께 청안 일대엣허 의병을 모집해 왜군을 무찔렀다.
1593년 예봉시 참봉, 내첨시 주부를 거쳐 중림도 찰방을 지내다가 도안에 내려와 청안 향교에서 지역민의 교육에 힘쓰던 중에 1597년 정유재란시 청안 일대에서 횃불 작전으로 왜군을 크게 무찔렀다. 1603년 현재 경상남도 함양군 안의면 일대인 안음현의 현감에 제수되어 근무하다가 사직후에는 다시 향리로 돌아와 후학에 전념하다가 1621년 2월 9일 별세했다.
묘소에는 묘갈과 문인석 1조 등이 원형대로 잘 보존되어 있으며, 묘역 입구에는 1755냔(영조31) 10월에 가선대 부원임 사헌부 대사헌 겸 세자찬선 민우수가 글을 짓고, 통헌대부 행정산 현감 채복휴가 공적을 썼으며, 조봉대부시강원자의 권진웅이 전서(큰 글씨)를 쓴 기적비가 있다.

## 같이 보기
- 연충수